# Aria Najafi
Aria Najafi (* 27. Januar 1992 in Hamburg) ist ein deutscher Boxer. Er trat als Amateur im Weltergewicht an und ist aktuell bei den Profis im Mittelgewicht aktiv. Seit seinem 15. Lebensjahr wird er von Trainer Stefan Freudenreich trainiert und auch während seiner gesamten Amateurlaufbahn von ihm betreut. Aria Najafi steht von Beginn seiner Karriere an bei Freudenreich Professional Boxing in Düsseldorf unter Vertrag.

## Karriere

### Amateurkarriere
Als Amateur boxte Najafi für den TSV Bayer 04 Leverkusen in der Bundesliga-Staffel, sicherte sich mehrere nationale Titel und wurde später auch international in der Staffel der deutschen Nationalmannschaft eingesetzt. 2009 stand Najafi im Finale der deutschen Meisterschaft und verlor knapp (mit nur einem Punkt) gegen den späteren Weltmeister und Olympiasieger Artur Bril, der zu dem Zeitpunkt exakt um 100 Kämpfe erfahrener war. Der enorm schnelle Rechtsausleger sorgte für großes Aufsehen durch seinen agilen Kampfstil und seine schnellen Reflexe.

### Profikarriere
Najafi bestritt in den Jahren 2013 und 2014 jeweils nur zwei Kämpfe.
Im Jahre 2015 boxte Najafi in seiner Heimatstadt Düsseldorf, um die deutsche Meisterschaft der Profis und gewann diesen Titel nach zehn Runden und einem einstimmigen Punkturteil gegen Dominik Tietz. Najafi brach sich in der siebten Runde seine linke Schlaghand, konnte aber durch seine Beinarbeit und seinen Jab den Titel trotz Handicap mit nach Hause nehmen.
Vier Wochen später sollte Najafi in der Esprit-Arena vor knapp 45.000 Zuschauern als Vorkampf für Wladimir Klitschko vs. Tyson Fury an den Start gehen. Als er den Anruf erhielt, stand er schon auf der Fightcard, konnte wegen einer Handoperation letztendlich aber nicht antreten.
2016 schlug er Izzet Kurnaz nach nur zwei runden K.O. und verteidigte seinen Titel.